# Provinz Béni Abbès
Béni Abbès (arabisch ولاية بني عباس, DMG Wilāyat Banī ʿAbbās) ist eine Provinz (wilaya) im Westen von Algerien. Provinzhauptstadt ist die Oasenstadt Béni Abbès.
Die im Dezember 2019 neu geschaffene Provinz war zuvor Teil der Provinz Bechar. Sie liegt in der Sahara und grenzt im Westen an Marokko sowie an vier weitere Provinzen: Bechar im Norden, Timimoun im Osten, Adrar im Südosten und Tindūf im Südwesten.
Mit 50.163 Einwohnern (Stand Ende 2009) auf 101.350 km² ist sie nur dünn besiedelt, die Bevölkerungsdichte beträgt rund 0,49 Einwohner pro Quadratkilometer.

## Kommunen
In der Provinz liegen folgende zehn Kommunen als Selbstverwaltungskörperschaften der örtlichen Gemeinschaft:
| Code ONS | Kommune       | Bevölkerung 31. Dez. 2009 |
| -------- | ------------- | ------------------------- |
| 0803     | Ouled Khoudir | 4.347                     |
| 0805     | Timoudi       | 2.452                     |
| 0807     | Béni Abbès    | 11.416                    |
| 0808     | Béni Ikhlef   | 2.488                     |
| 0811     | Igli          | 6.833                     |
| 0812     | Tabelbala     | 5.248                     |
| 0814     | El Ouata      | 7.702                     |
| 0818     | Kerzaz        | 5.136                     |
| 0819     | Ksabi         | 3.274                     |
| 0820     | Tamtert       | 1.267                     |

## Nachweise
1. ↑  Journal Officiel de la Republique Algerienne Democratique et  Populaire - Conventions et Accords Internationaux - Lois et Decrets Arretes, Decisions, Avis, Communications et Annonces (Traduction Française) Nr. 78 des 58. Jahrganges vom 18. Dezember 2019 (PDF); abgerufen am 18. März 2020
2. ↑  Algeria Press Service vom 27. November 2019: Ten administrative districts promoted into provinces with full prerogatives; abgerufen am 18. März 2020
3. ↑  Badreddine Yousfi: Les territoires sahariens en Algérie. Gouvernance, acteurs et recomposition territoriale, abgerufen am 14. August 2020
4. ↑  wilaya de Béchar: Population, superficie et densité des communes au 31.12.2009